# Barranco Tuerto
El Barranco Tuerto es un yacimiento de la Edad del Bronce ubicado al este de Villena (Alicante), en la ladera sur de la sierra de la Villa.

## Excavaciones y hallazgos
El yacimiento del Barranco Tuerto se localizó en algún momento entre las décadas de 1940 y 1950, en un momento en que el arqueólogo José María Soler García estaba realizando intensas prospecciones por todo el término de Villena. En 1995 se reanudaron las excavaciones arqueológicas, que posibilitaron conocer completamente la planta y el registro material del asentamiento. Asimismo, se obtuvo una fecha radiocarbónica mediante C-14, lo que permitió establecer que el enclave debió haberse fundado hacia 1830 a. C. Los restos documentados de mayor entidad son una serie de vasijas cerámicas hechas a mano y algunas pesas de telar realizadas en barro.

## Estructura del poblado
El asentamiento es muy reducido y se dispone sobre un promontorio rocoso de la vertiente meridional de la sierra de la Villa, seccionado al este por el Barranco Ancho y al oeste por el Barranco Tuerto, que da nombre al yacimiento. Ocupa una extensión aproximada de 170 m² y, en su fase más artigua, se articulaba en torno a una pequeña cabaña de planta casi circular, por cuyo vano se accedía un patio o porche, posiblemente abierto al este. Al sur de dicho patio o porche se adosaba un muro que constituía el borde sur del asentamiento. En algún momento, la cabaña fue destruida por un incendio, a lo que sucedieron varias remodelaciones de las que no han quedado apenas restos dada la intensidad de la erosión en la zona. Por ello, es difícil establecer el momento del abandono definitivo, que debió producirse hacia el 1500-1400 a. C.

## Economía y organización social
Dada la ubicación del yacimiento y sus características, el poblado respondería a un modelo de organización territorial en que desempeñaría principalmente funciones logísticas. Así, está situado en un punto alto y de difícil acceso, considerablemente alejado de las tierras cultivables y con una amplia panorámica sobre la parte sudoriental de la cubeta de Villena y el valle de Biar. La hipótesis de la dependencia de Barranco Tuerto (y otros asentamientos similares) respecto a los yacimientos más extensos emplazados en el llano agrícola viene reforzada por la inexistencia de elementos de hoz en el yacimiento, así como la ausencia de restos óseos que denoten el consumo de animales salvajes.